# Карпенко, Василий Фёдорович
Васи́лий Фёдорович Карпе́нко (1917—1961) — работник сельского хозяйства, Герой Социалистического Труда.

## Биография
Родился в 1917 году.
Работал механизатором колхоза им. Щорса в селе Московка  (Вольнянский район, Запорожская область).
Умер в 1961 году.

## Награды
- Герой Социалистического Труда.